# Monastrell (uva)

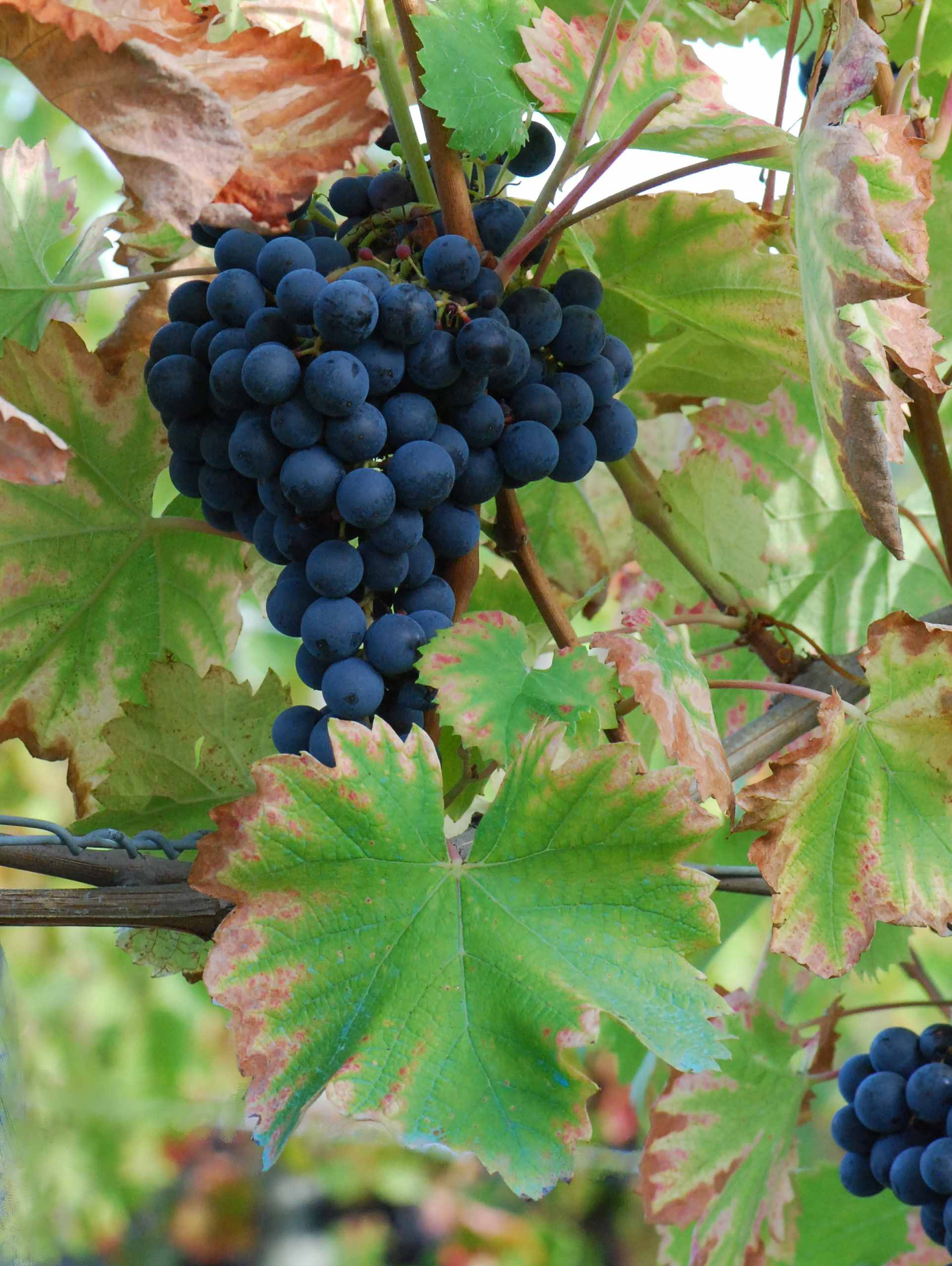
Racimo de uvas monastrell.

La monastrell (también conocida como mataró y mourvèdre) es una variedad de uva tinta que crece en muchas regiones del mundo, entre las que están las Denominaciones de Origen (DO) españolas de Alella, Alicante, Yecla, Jumilla y Bullas, y las Islas Baleares, las regiones francesas del Ródano y la Provenza, los estados de California y Washington de EE. UU y las regiones australianas de Australia Meridional y Nueva Gales del Sur. En América del sur, en el Valle del Itata en el sur de Chile. 
Se usa para hacer vinos tintos varietales y también es un importante componente del vino australiano de mezcla GSM (garnacha, syrah y mourvèdre). La variedad es usada también para hacer vinos rosados y vinos fortificados al estilo de los de Oporto.
La monastrell tiende a producir vinos tánicos que pueden tener un alto contenido de alcohol. El estilo de vino que se produzca a partir de esta uva varía mucho en función del lugar donde se produce, pero de acuerdo con la experta en vinos Jancis Robinson la monastrell a menudo tiene notas a tierra y a animales de caza, así como aromas a frutas rojas suaves. De acuerdo con el experto en vino Oz Clarke, el vino joven de monastrell puede venir defectuoso con notas de azufre, reductivos y sabores "granjeros", aunque estos sabores se suavizan con la crianza.
La variedad puede ser difícil de cultivar, porque prefiere "que le dé el sol por arriba y el agua por debajo", lo que significa que necesita un tiempo muy cálido, muy poca cantidad de hojas con respecto a la fruta y también una adecuada cantidad de agua o un sistema de irrigación para producir frutos sabrosos e intensos y que no sean demasiado amermelados o herbáceos. Las vides son susceptibles a muchos riesgos viticulturales, como el mildiu, y un follaje demasiado vigoroso no es beneficioso para su viticultura.

## Historia

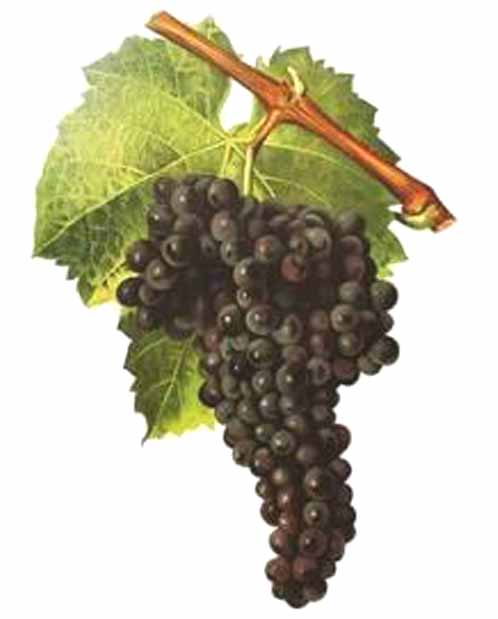
Dibujo de la mourvèdre en un libro de ampelografía de principios del.

La mayoría de los historiadores del vino concuerdan en que la monastrell tiene un origen español, aunque el sitio exacto no se puede determinar con precisión. Probablemente, la variedad fue introducida en Sagunto (Valencia) por los fenicios en torno al 500 a. C. El nombre adaptado de mourvèdre probablemente proviene de Murviedro (Morvedre en valenciano, hoy en día Sagunto), que se encuentra cerca de Valencia, mientras que el nombre español de mataró proviene de Mataró, Cataluña, que se encuentra cerca de la actual Barcelona. A pesar de la cercana asociación con Murviedro y con Mataró, la uva se ha conocido en España como monastrell por razones que siguen siendo desconocidas, aunque Oz Clarke ha especulado que se escogió un nombre "neutral" para no ofender el orgullo local de alguno de los municipios.
La monastrell se estableció en el Rosellón, Francia, en el siglo XVI, y desde ahí se difundió hacia el este a la Provenza y al Ródano. Estaba ampliamente difundida hasta que se produjo la epidemia de filoxera del siglo XIX. 
Francia y otros países europeos recuperaron sus viñedos con esquejes de vitis vinífera traídos de América. En ese momento se descubrió que la monastrell no arraigaba bien y muchos viticultores replantaron sus viñedos con otras variedades.
La monastrell llegó a California a finales de la década de 1860 con la colección de Pellier. La variedad, conocida como mataró, fue usada en primer lugar para el vino de garrafa. A finales del siglo XX, los Rhone Rangers mostraron interés en la monastrell como una variedad "premium" y comenzaron a buscar antiguas plantaciones de esta vid en los viñedos del condado de Contra Costa, en California. En la década de 1990, las críticas favorables a determinados vinos de esta variedad del viñedo de Bonny Doon (Bonny Doon Vineyard) y de la bodega Cline (Cline Cellars Winery) fomentaron la demanda de la variedad y a mediados de los años 2000 las plantaciones de monastrell en California habían aumentado hasta las 260 hectáreas.
En Australia, esta variedad (conocida ahí como mataró) ha tenido una larga historia, habiendo plantaciones que datan de mediados del siglo XIX. A finales de la década de 1980, muchos de estas vides antiguas fueron arrancadas por una campaña gubernamental pero algunas sobrevivieron a esto y siguen produciendo hoy. Aunque históricamente esta cepa ha sido usada sobre todo como una variedad anónima para su mezcla con otras en vinos fortificados, la variedad recabó más interés en la década de 1990 cuando los productores empezaron a recibir buenas críticas para su mezcla GSM (garnacha, syrah y mourvèdre) Algunos de estos vinos de mezcla son producidos con vides antiguas de bajos rendimientos. Tras un ligero aumento en las plantaciones había unas 1000 ha de mataró en Australia a mediados de los 2000.
Los ampelógrafos creen que la monastrell está emparentada con la mavrud, que se generó cuando la monastrell fue exportada a Bulgaria por los romanos.

## Viticultura

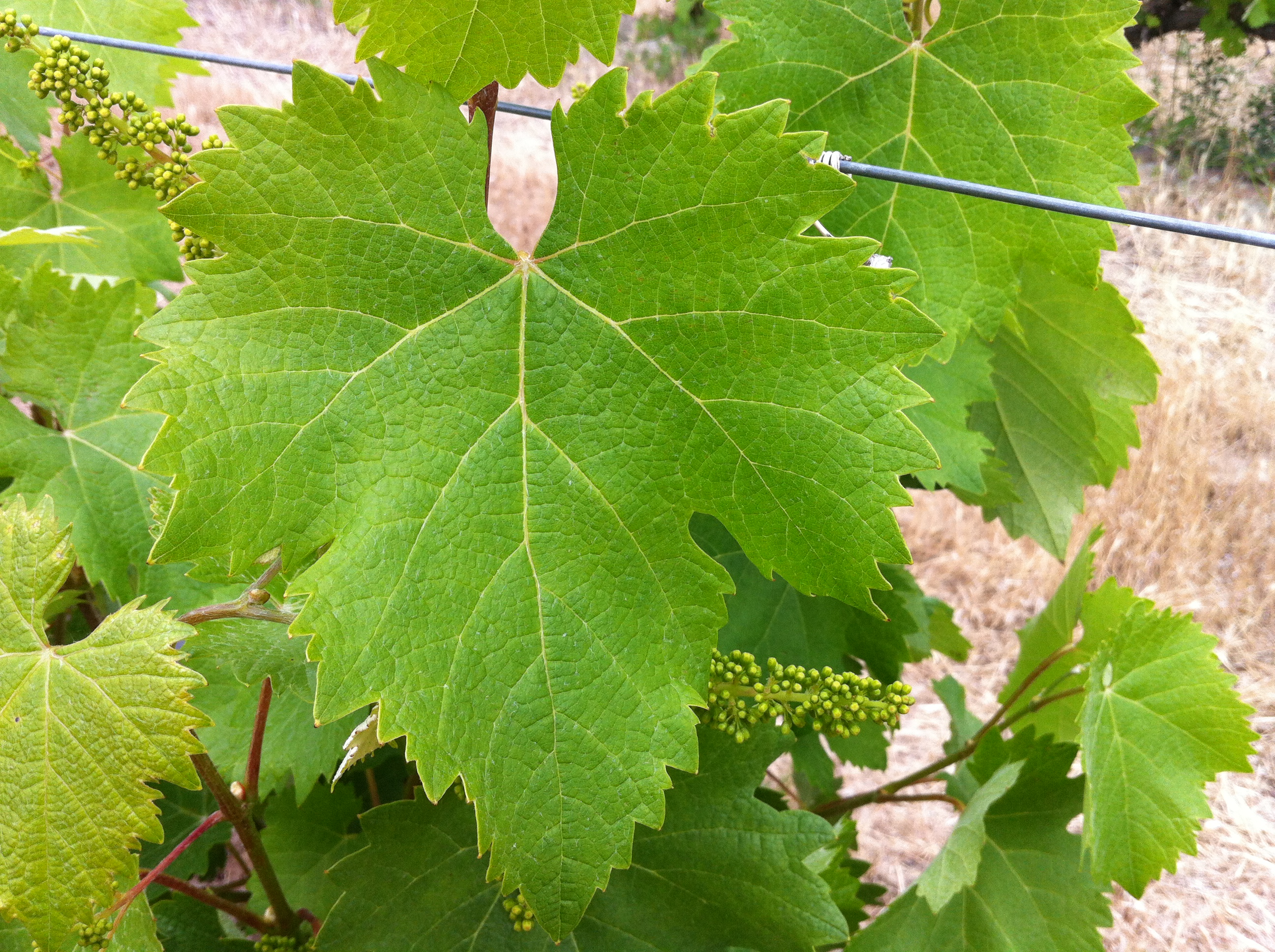
Hoja de monastrell.

De acuerdo con ampelógrafo Pierre Galet, la monastrell prospera en climas cálidos y tiene tendencia a brotar y a madurar muy tarde. Esta variedad puede recuperarse bien de las heladas de finales de la primavera debido a su brotación tardía. Puede ser muy sensible a las temperaturas en toda su estación de crecimiento, y las temperaturas más bajas del invierno le pueden provocar inactividad. Aunque esta variedad se puede adaptar a una gran variedad de terruños, lo ideal es cultivarla en sitios cálidos, al sur del hemisferio norte y en suelos poco profundos y arcillosos que permiten retener la humedad necesaria a los pies de la vid al tiempo que evita que su foliaje crezca demasiado. A la monastrell también le beneficia un clima seco y con suficiente viento para protegerse de los peligros vitícolas como el oídio y el mildiú.
Los racimos de monastrel son relativamente compactos, lo que aumenta la susceptibilidad al mildiú. Tienen pequeñas uvas con pieles gruesas que tienen mucho color y muchos sabores a compuestos fenólicos, sobre todo taninos. La variedad es de maduración tardía y tiene potencia para madurar con altos niveles de azúcares. Estos se pueden transformar en alcohol durante el proceso de fermentación. La vid puede ser muy vigorosa y producir abundante foliage, que puede ensombrecer los racimos de uvas. Los agricultores pueden actuar ante este aumento de foliage con el mantenimiento de la canopia. En Australia y California, muchas de las viñas de monastrell más antiguas están condicionadas para crecer verticalmente pero la cepa puede crecer de distintas formas.
La época de la cosecha suele ser muy corta. Una vez que alcanza su punto álgido de madurez, la acidez empieza a caer rápidamente y las uvas empiezan a secarse y a desarrollar sabores a ciruela. Una de las ventajas de la piel gruesa de la monastrell es que puede soportar bien las lluvias de finales de la cosecha sin que las bayas se hinchen y estallen, como pasa con variedades con pieles más finas, como la garnacha. En las regiones como la AVA Paso Robles de California, a menudo es una de las últimas variedades en ser cosechada, haciéndose hasta a principios de noviembre.
La vid monastrell produce racimos de tamaño medio, compactos. Suelen tener forma cónica y cuentan con un pequeño racimo en un lado de la parte superior que puede ser desechado durante la poda en verde. Las hojas muchas veces tienen una forma de cuña truncada. Desde la II Guerra Mundial, se han desarrollado nuevos clones y se han seleccionado mejores esquejes que permiten realizar ingertos de forma más fácil a las vides de monastrell. Hoy muchas plantaciones de monastrell son de los esquejes 110R y 41B.

## Regiones

### España
En España, la monastrell ha sido la cuarta variedad de uva tinta de vino más plantada a comienzos del siglo XXI, habiendo unas 63.000 ha en 2004. Al igual que otras variedades españolas, su número ha disminuido en los últimos años (en 1996 había unas 100.000 ha) de esta vid en España. Esto se debe a que muchos agricultores han arrancado las antiguas viñas para replantarlas con las variedades internacionales más populares, como la cabernet sauvignon y la chardonnay.
Según la Orden APA/1819/2007, por la que se actualiza el anexo V, clasificación de las variedades de vid, del Real Decreto 1472/2000, de 4 de agosto, por el que se regula el potencial de producción vitícola. La monastrell es variedad recomendada en la Región de Murcia tanto en las DO de Jumilla, Yecla y Bullas, en la Comunidad valenciana DO de Alicante y Cataluña. Está autorizada en Andalucía, Aragón, Baleares, Castilla-La Mancha, Cataluña, Extremadura, Comunidad de Madrid, Navarra, País Vasco y La Rioja.
Esta uva tiene un arrigo particular en las regiones de Alicante y Murcia, donde se usa como monovarietal, o mezclada con syrah, cabernet sauvignon o merlot.

### Francia
En Francia, la mourvèdre no crece mucho más al norte de la Appellation d'origine contrôlée (AOC) Châteauneuf-du-Pape, al sur del Ródano, e incluso allí tiene algunos problemas para madurar en las temporadas más frías. Su producción suele ser más consistente en la AOC Bandol, en la zona de la Provenza, ya que a lo largo de la costa del Mediterráneo la temperatura es 5 °C más cálida.
A medida que las plantaciones iban disminuyendo en España, iban en aumento en Francia, sobre todo en la región vitícola de Languedoc-Rosellón, donde la uva ha ganado popularidad para la realización de vinos varietales y de mezcla. Tras la epidemia de filoxera, a finales del siglo XIX, y con la disminución del interés por esta variedad a lo largo del siglo XX, llegó a haber menos de 900 ha en 1968. La mayoría de aquellas hectáreas estaban en la zona sur del Ródano y en la AOC Bandol de la Provenza. Pero el aumento del interés por esta variedad y el aumento de las inversiones internacionales en Languedoc provocaron que las plantaciones de esta cepa aumentaran y en el año 2000 había ya unas 7600 ha de mourvèdre plantadas a lo largo del sur de Francia.
Aunque Bandol es la AOC que cultiva más monastrell (por ley, todos los vinos tintos de Badol deben contener, al menos, un 50% de mourvèdre), el uso de esta variedad también está permitido en las AOC siguientes: Cassis, Collioure, Corbières, Costières de Nîmes, Coteaux d'Aix-en-Provence, Coteaux du Languedoc, Coteaux de Pierrevert, Coteaux Varois, Côtes du Luberon, Coteaux du Tricastin, Côtes de Provence, Côtes du Rhône, Côtes du Rhône Villages, Côtes du Roussillon, Côtes du Roussillon Villages, Côtes du Ventoux, Faugères, Fitou, Palette, Saint-Chinian, Gigondas, Lirac, Minervois y Vacqueyras. En Châteauneuf-du-Pape es una de las 18 variedades permitidas para el vino tinto pero es a menudo un componente secundario tras la garnacha y la syrah. Hay excepciones con mezclas notables, como la de Château de Beaucastel, que habitualmente contiene un tercio de monastrell. En 2009, la mourvèdre suponía el 6,6% (213 ha) de todos los viñedos de Châteauneuf-du-Pape.

### Nuevo Mundo
En los Estados Unidos, la monastrell se encuentra sobre todo en los estados de Washington y California, con algunas plantaciones más pequeñas en Arizona, Misuri y Virginia. En los EE. UU, el estilo de los vinos de monastrell tiende a ser menos tánico que los europeos, como el de Bandol. En el Estado de Washington, la uva se plantó primer en el viñedo de Red Willow, en la AVA Yakima Valley, en 1983. Durante los años 90 y 2000 hubo un incremento de plantaciones de esta variedad, sobre todo en el viñedo de Alder Ridge y en el viñedo Destiny Ridge en la AVA Horse Heaven Hills y en el viñedo Ciel du Cheval de la AVA Red Mountain. En Washington, la uva se usa para vinos varietales y para mezclas al estilo de las del Ródano, donde da a los vinos un cuerpo medio, sabores a cereza y a pimienta.
La monastrell llegó a los EE. UU en la década de 1860 como parte de la colección Pellier y fue plantada por primera vez en el condado de Santa Clara, en California. La variedad, conocida allí como mataró, fue ampliamente plantada como una variedad anónima mezclada en los cultivos, y era usada sobre todo para vinos de garrafa. Desde mediados del siglo XX, las plantaciones de esta variedad disminuyeron de los 2.700 acres de 1968 a menos de un tercio de eso en los años 2000. Su número se habría disminuido más ahí de no ser porque recabó el interés de los Rhone Rangers a finales del siglo XX. Estos empezaron a buscar las antiguas vides plantadas de esta variedad en los viñedos del condado de Contra Costa. Hubo varias críticas favorables a los vinos del estilo del Ródano realizados con esta uva (y con sus clones de mejor calidad), lo que hizo que las plantaciones de mataró aumentaran de 260 ha (650 acres) a comienzos del siglo XXI hasta los 900 acres en 2010.
En Australia hay 12 kilómetros cuadrados de esta variedad, donde es conocida como mataró o como mouvédre. Aunque la uva se ha usado durante mucho tiempo para vinos de garrafa genéricos y para vinos fortificados, en los años 2000 ha ganado popularidad por la mezcla GSM, con garcha y syrah.
Al igual que otras variedades, la monastrell fue introducida por primera vez en Australia como parte de la colección de cepas de James Busby. Él había recabado esta colección a través de sus viajes por Europa en la década de 1830. Esta variedad fue establecida rápidamente en el sur de Australia, en la región del valle Barossa, por inmigrantes luteranos de la provincia de Silesia, Prusia. Desde ahí fue difundida por inmigrnates ingleses del McLaren Vale, al sur de Adelaida. Algunos de los viñedos más antiguos de esta variedad en Australia se encuentran en Riverina, Nueva Gales del Sur, y en Riverland, en Australia Meridional. La empresa Turkey Flat Vineyards, en el valle Barossa, fue una de los pioneras en producir vinos varietales de monastrell en Australia en 2005.

### Otras regiones
Según Pierre Galet hay algunas plantaciones de monastrell en Azerbaiyán, donde se la conoce con varios sinónimos. En Sudáfrica, los que quieren producir al estilo del Ródano también han empezado a trabajar con la variedad.

## Vinificación

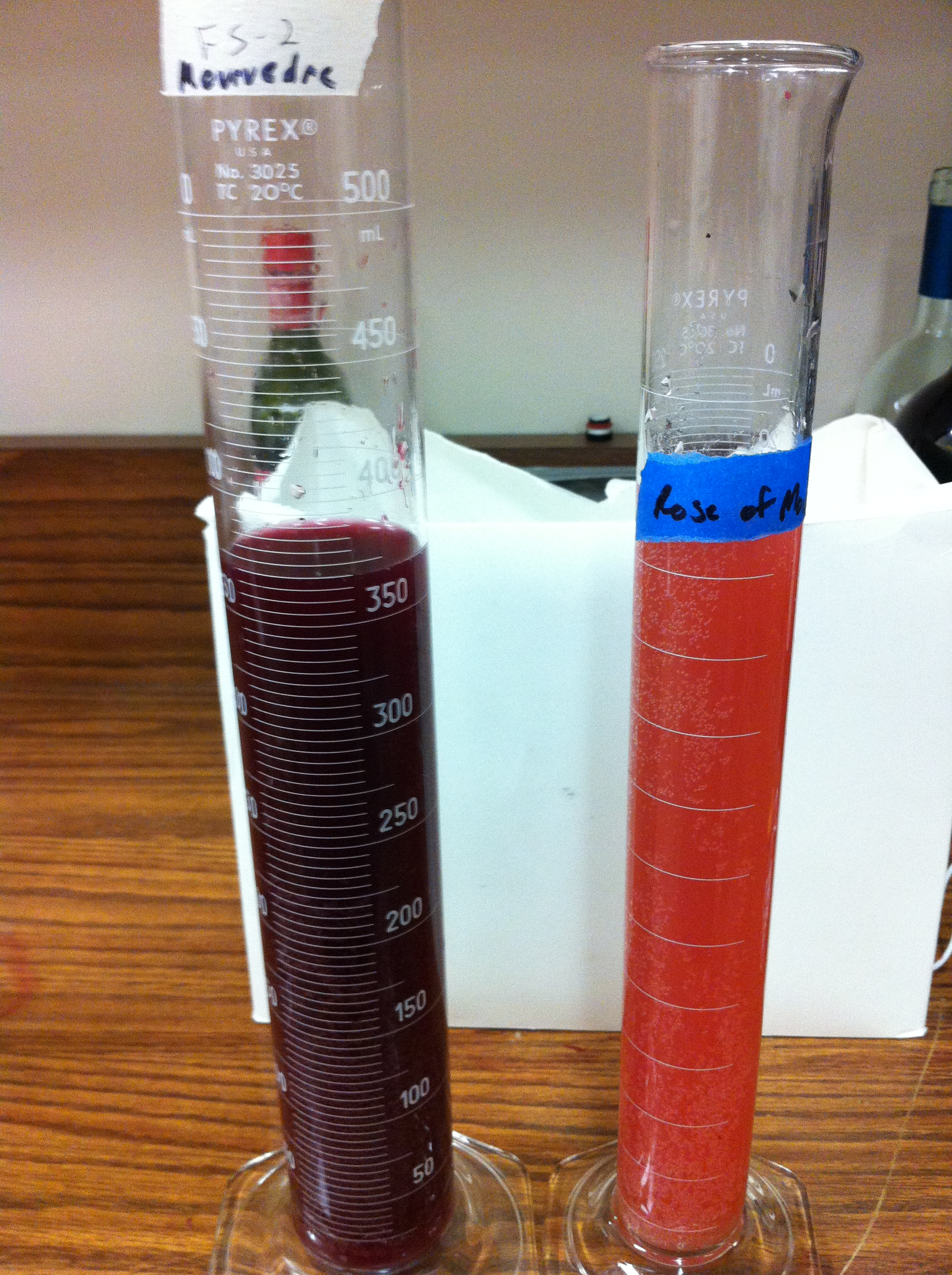
Ejemplares de monastrell tinto (izquierda) y de monastrell rosado (derecha).

Las pequeñas uvas con piel gruesa de monastrell tienen una alta cantidad de compuestos fenólicos que tienen el potencial de producir vinos de color oscuro, muy tánicos y con altos niveles de alcohol si se cosechan cuando tienen altos niveles de azúcares. Normalmente la uva se cosecha con unos niveles de azúcar que luego se corresponden con un vino con una graduación del 13% de alcohol, ya que cosecharla antes implicaría obtener vinos muy débiles y con notas herbáceas. En la vinificación, los vinos hechos de monastrell son propensos a la oxidación y a los sabores reductivos (como el sulfuro de hidrógeno) si no se tratan con cuidado en la bodega. Aunque en Bandol es habitual fermentar la monastrell con los tallos del racimo, en el Nuevo Mundo suelen pasar por una "despalilladora" debido a que los tallos de esas regiones son más verdes y tienen más taninos. Aunque el vino puede ser almacenado en barriles de roble, a menudo no absorbe los sabores del roble tan bien como otras variedades (como la merlot y la cabernet sauvignon) por lo que a menudo se almacena en roble neutro o en barriles de gran formato.
En muchas regiones del mundo, la monastrell se mezcla con otras variedades, como la garnacha y la syrah, en las mezclas "GSM" del Ródano, Australia y los Estados Unidos. En estas mezclas, la monastrell a menudo provee de color, frutalidad y alguna estructura tánica al vino, complementando la frutalidad de la garnacha y la elegancia de la syrah. En la Provenza y el Ródano también se mezcla a veces con cinsault y con carignan para hacer vinos tintos y rosados (rosé). En Australia, la variedad es usada a veces para realizar vinos fortificados al estilo de los de Oporto.De acuerdo con la experta en vinos Jancis Robinson, en las buenas cosechas la monastrell puede producir vinos muy perfumados, con intensos sabores afrutados, notas a moras y sabor picante o carnoso. Oz Clarke apunta que algunos ejemplos de monastrell pueden adolecer en su juventud de un sabor "granjero" y herbáceo. A medida que el vino envejece, se desarrollan más aromas terrosos antes de pasar a tener notas aromáticas a cuero y a pan de jengibre.
Tanto en Europa como en el Nuevo Mundo, la monastrell es una uva popular usada para hacer vinos rosados. El rosado se produce cuando las pieles solo tienen un breve periodo de contacto (unas pocas horas o un solo día) con el zumo antes de retirarse. Si se mantienen las pieles mezcladas con el jugo se crea un vino más oscuro y más concentrado.
En Alicante se elabora un vino dulce varietal de monastrell llamado fondillón. Se realiza con uvas muy maduras de esta variedad, y se envejece en barricas viejas durante un mínimo de 9 meses. El fondillón era el vino preferido de Luis XIV.

## Sinónimos y relación con otras uvas
Se le llama monastrell en España, mourvédre en Francia y mataró en Portugal y en buena parte del Nuevo Mundo, aunque existen 95 sinónimos más.
En las áreas anglosajonas, el nombre mourvèdre es el más común y es el nombre empleado por la Oficina de Impuestos al Alcohol y al Tabaco de los EE. UU (U.S. Alcohol and Tobacco Tax and Trade Bureau).
A pesar de la similitud de sus sinónimos, la mourvèdre no tiene ninguna relación con la uva de vino española graciano, que es conocida como morrastel en Francia.
Antes se pensaba que la uva de la región de Cognac llamada balzac blanc era una mutación de color de la monastrell debido a las similitudes de los sinónimos, ya que la monastrell también es conocida como balzac noir.
No obstante, los análisis de ADN han demostrado en el siglo XXI que las dos variedades no tiene relación. 
A pesar de tener el sinónimo rossola nera, la monastrell no tiene ninguna relación con la uva de Lombardía llamada rossola nera. La rossola negra de Lombardía es descendiente de la uva piamontesa nebbiolo.